# Oseadeeyo Kwasi Akuffo III
Oseadeeyo Kwasi Akuffo III (né Odehye Kwadwo Kesse Antwi le 24 février 1986) est un chef traditionnel ghanéen qui est l'Omanhene (en) (ou chef suprême (en)) de la chefferie traditionnelle d'Akuapem (Okuapeman) au Ghana,. Il est membre de la Chambre des chefs de la région de l'Est.

## Jeunesse et formation
Akuffo est né Odehye Kwadwo Kesse le 24 février 1986 d'Alex Antwi, un royal du clan Agona à Akroso-Ntonaboma et de Cynthia Agyemang, également royale, de la famille Sakyiabia à Akropong Akuapem (tous deux dans la région de l'Est). Akuffo a fréquenté l'école secondaire presbytérienne pour garçons et s'est rendu au Westchester Community College à Valhalla où il a obtenu un associate degree. Il a poursuivi ses études au Mercy College où il a obtenu un baccalauréat ès sciences en administration des affaires, avec une spécialisation en gestion. En 2015, il s'est de nouveau inscrit au Mercy College pour une maîtrise en gestion des ressources humaines, mais en 2016, il a été contraint de retourner au Ghana après le décès de son oncle et prédécesseur Oseadeeyo Nana Addo Dankwa,.

## Carrière
Akuffo travaille en tant qu'associé directeur et consultant en chef chez Jupe Global Company Limited, une société de conseil aux entreprises et de capital-risque.

## Règne
Akuffo est monté sur le tabouret Okuapeman (également connu sous le nom de tabouret Ofori Kuma), sous le nom de tabouret Oseadeeyo Kwasi Akuffo III le 3 mai 2020,, succédant à son défunt oncle Oseadeyo Addo Dankwa III décédé en 2015, après avoir statué pour plus de 40 ans,,. Il est membre de la famille royale Sakyiabia d'Akropong Akuapem. Akuffo détient le titre officiel d'Okuaphene,
. Il est actuellement considéré comme le plus jeune Omanhene du Ghana,.

## Vie privée
Akuffo est marié à Linda Kesse Antwi, originaire de Bekwai dans la région d'Ashanti et travaille avec le ministère des Affaires étrangères et de l'Intégration régionale,.